# Pallacanestro ai I Giochi della Lusofonia - Torneo femminile
Il Campionato di pallacanestro femminile ai I Giochi della Lusofonia si è svolto nel 2006, a Macao, ed ha visto la vittoria del Mozambico.

## Risultati

### Prima fase
| Team       | Pts | G | V - P | Pf - Ps   |
| ---------- | --- | - | ----- | --------- |
| Mozambico  | 6   | 3 | 3 - 0 | 243 - 114 |
| Portogallo | 5   | 3 | 2 - 1 | 190 - 118 |
| Capo Verde | 4   | 3 | 1 - 2 | 165 - 173 |
| Macao      | 3   | 3 | 0 - 3 | 111 - 303 |

| Macao | Portogallo | 43 – 44 | Mozambico |  |

| Macao | Capo Verde | 78 – 52 | Macao |  |

| Macao | Macao | 32 – 97 | Portogallo |  |

| Macao | Mozambico | 71 – 45 | Capo Verde |  |

| Macao | Mozambico | 128 – 26 | Macao |  |

| Macao | Portogallo | 50 – 42 | Capo Verde |  |

### Seconda Fase

#### Semifinali
| Macao | Mozambico | 111 – 36 | Macao |  |

| Macao | Portogallo | 71 – 43 | Capo Verde |  |

#### Finali
3-4 posto
| Macao 14 ottobre 2006 | Macao | 39 – 71 | Capo Verde |  |

1-2 posto
| Macao 14 ottobre 2006 | Mozambico | 69 – 60 | Portogallo |  |

## Classifica
| - | Paese      |
| - | ---------- |
|   | Mozambico  |
|   | Portogallo |
|   | Capo Verde |
| 4 | Macao      |